# Воскресеновське
Воскресеновське (рос. Воскресеновское) — село у Шелковському районі Чечні Російської Федерації.
Населення становить 956 осіб (2019). Входить до складу муніципального утворення Воскресеновське сільське поселення.

## Історія
Згідно із законом від 14 липня 2008 року органом місцевого самоврядування є Воскресеновське сільське поселення.

## Населення
| 1926 | 1990 | 2002 | 2010 | 2012 | 2013 | 2014 |
| ---- | ---- | ---- | ---- | ---- | ---- | ---- |
| 86   | ↗918 | ↘694 | ↗915 | ↗936 | ↗954 | ↗958 |
| 2015 | 2016 | 2017 | 2018 | 2019 |      |      |
| ↗964 | ↗966 | ↗978 | ↘965 | ↘956 |      |      |